# Hucisko (Częstochowa)
Pour les articles homonymes, voir Hucisko.
Hucisko est une localité polonaise de la gmina de Janów, située dans le powiat de Częstochowa en voïvodie de Silésie.